# Jacques Plein
Jacques Plein (né le 17 février 1987 à Wiltz au Luxembourg) est un footballeur luxembourgeois ayant joué pour des équipes du Luxembourg.

## Équipes
| Saison    | Club       | Pays                | Championnat        | Coupes nationales | Coupes continentales | Sélection |
| --------- | ---------- | ------------------- | ------------------ | ----------------- | -------------------- | --------- |
| 2004-2005 | Etzella    | Division National   | 7 matchs           | -                 | -                    | -         |
| 2005-2006 | Etzella    | Division National   | 19 matchs          | -                 | -                    | -         |
| 2006-2007 | Etzella    | Division National   | 25 matchs          | -                 | -                    | -         |
| 2007-2008 | Etzella    | Division National   | 12 matchs          | -                 | -                    | -         |
| 2008-2009 | Etzella    | Division National   | 16 matchs / 1 but  | -                 | -                    | 1 match   |
| 2009-2010 | Etzella    | Division National   | 13 matchs / 1 but  | -                 | -                    | -         |
| 2010-2011 | Etzella    | Division National   | 11 matchs          | -                 | -                    | 1 match   |
| 2011-2012 | Niedercorn | Division National   | 11 matchs          | -                 | -                    | -         |
| 2012-2013 | Niedercorn | Division National   | 8 matchs           | -                 | -                    | -         |
| 2013-2014 | Niedercorn | Division National   | 3 matchs           | -                 | -                    | -         |
| 2014-2015 | Erpeldange | Promotion d'honneur | 23 matchs / 3 buts | -                 | -                    | -         |
| 2015-2016 | Erpeldange | Promotion d'honneur | 1 match            | -                 | -                    | -         |
| 2015-2016 | Mamer      | Promotion d'honneur | 10 matchs          | -                 | -                    | -         |
| 2016-2017 | Mamer      | Promotion d'honneur | 18 matchs          | -                 | -                    | -         |
| 2017-2018 | Mamer      | Promotion d'honneur | 21 matchs          | -                 | -                    | -         |

Dernière mise à jour le 3 août 2019